# Torbda maculiscutis
Torbda maculiscutis là một loài tò vò trong họ Ichneumonidae.